# Leontios I
Flavius Leonitos (d.488) cunoscut sub numele de Leonitos/Leontius a fost un uzurpator în Imperiul Bizantin între 484 și 488.
În 484, Leonitos s-a revoltat împotriva împăratului Zenon și s-a autodeclarat împărat. A fost înfrânt de armata imperială în 488 și ucis.